# میلچو مانچفسکی
میلچو مانچفسکی (مقدونی: Милчо Манчевски) کارگردان، فیلم‌نامه‌نویس، عکاس و هنرمند اهل جمهوری مقدونیه است که در نیویورک زندگی می‌کند.